# Lampszakoszi Sztratón
Lampszakoszi Sztratón (ógörögül: Στράτων, latinul: Strato Lampsacenus), (Lampszakosz, i. e. 335 körül – Athén, i. e. 269 körül) ókori görög peripatetikus filozófus.
Theophrasztosz tanítványa volt. Diogenész Laertiosz szerint ő volt Ptolemaiosz Philadelphosz későbbi egyiptomi uralkodónak (ur.: 282–246) a tanára, később pedig a peripatetikus iskola vezetőjeként működött 18 éven át. Sokoldalú és eredeti tudásáról, éles elméjéről volt híres; sokat foglalkozott természettudományokkal, ezért fizikusnak is szokták nevezni. Számos művének címét Diogenész jegyezte fel.